# Lophocarpinia aculeatifolia
Genre
Espèce
Synonymes
- Cenostigma aculeatifolium Burkart[2] [3]

Lophocarpinia aculeatifolia est une espèce de plantes à fleurs dicotylédones de la famille des Fabaceae, sous-famille des Caesalpinioideae, originaire d'Amérique du Sud. C'est l'unique espèce acceptée du genre Lophocarpinia (genre monotypique).